# نایافتنی
نایافتنی (به انگلیسی: Untraceable) نام فیلم ترسناک است به کارگردانی گرگوری هابلیت که محصول سال ۲۰۰۸ میلادی می‌باشد.

## خلاصه داستان
داستان فیلم در مورد قاتل سریالی است که صحنهٔ کشتن قربانیانش را به‌طور مستقیم در اینترنت پخش می‌کند. او وبسایتی راه انداخته ("www.killwithme.com") که هر چه بازدیدکننده‌اش بیشتر شود، قربانی زودتر می‌میرد و اگر بازدیدکننده‌ای نداشته باشد، قربانی کشته نمی‌شود. مأمور ویژه، جنیفر مارش به دنبال این قاتل روانی است.